# Masanaga Harada
Masanaga Harada (Japans 原田政長, Harada Masanaga, circa 1935) is een Japanse contrabassist in de jazz.
Masanaga Harada speelde vanaf de jaren 50 in de jazzscene van Tokio. In 1960 speelde hij mee op Masao Yagi's album Plays Thelonious Monk, de eerste LP met Monk-composities buiten Amerika. In de jaren 60 speelde hij o.a. met Toshiko Akiyoshi (Toshiko Meets Her Old Pals, 1961), Sadao Watanabe, Yuzuru Sera, Helen Merrill en Akira Miyazawa (Yamame, 1962). In 1967 werkte hij mee aan Watanabe's en Charlie Mariano's album Iberian Waltz, tevens was hij toen lid van de all stars-band van het Swing Journal.
Vanaf die tijd werkte Harada ook met Norio Maeda (Exciting Jazz Spirit, 1968), Teddy Wilson/Eiji Kitamura, Maki Asakawa, Martha Miyake en Masayuki Takayanagi (A Jazzy Profile of Jojo, 1970). Hij was in de jaren 70 (met Jimmy Takeuchi) lid van het trio van Kazuo Yashiro en het kwartet van Shoji Yokouchi (met daarin ook Toru Konishi en Hajime Ishimatsu). Verder werkte hij mee aan opnames van Peanuts Hucko/Shoji Suzuki, Muneyoshi Nishiyo, Eiji Kitamura, Ichiro Masuda/Hank Jones (The Song Is Ended, 1976). Volgens discograaf Tom Lord was hij in de jazz van 1960 tot 1976 betrokken bij 73 opnamesessies.